# Daŭhinava
Daŭhinava (biélorusse : Даўгінава; russe : Долгиново; polonais : Dołhinów; yiddish : דאלהינאוו) est un village du  Raïon de Vileïkan du Voblast de Minsk en Biélorussie. Le villa est au nord de Minsk.

## Histoire
Une communauté juive importante existait dans la ville. Lors du recensement de 1897, ils étaient 2 559 sur une population totale de 3 551 habitants. Lors de l'arrivée des allemands, la population juive est enfermée dans un ghetto avant d'être exécutée en 1942.

## Galerie

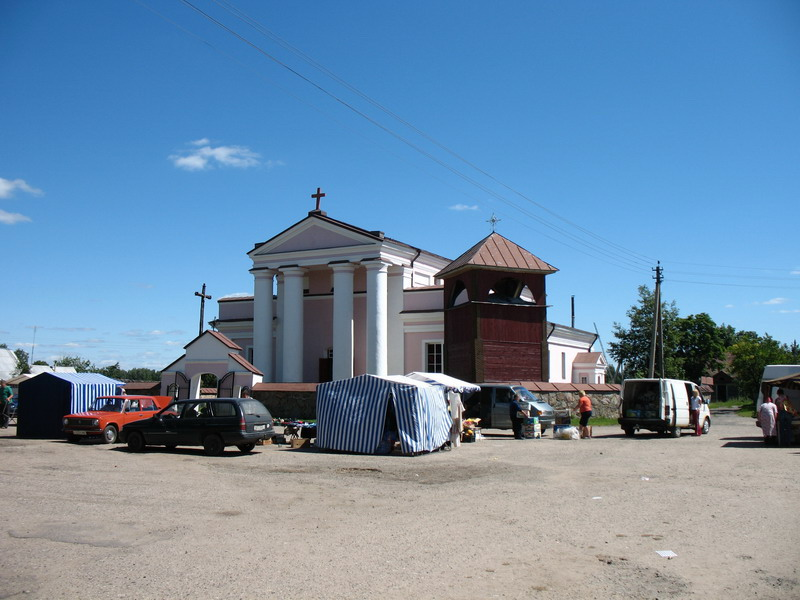
Église catholique Saint-Stanislas.
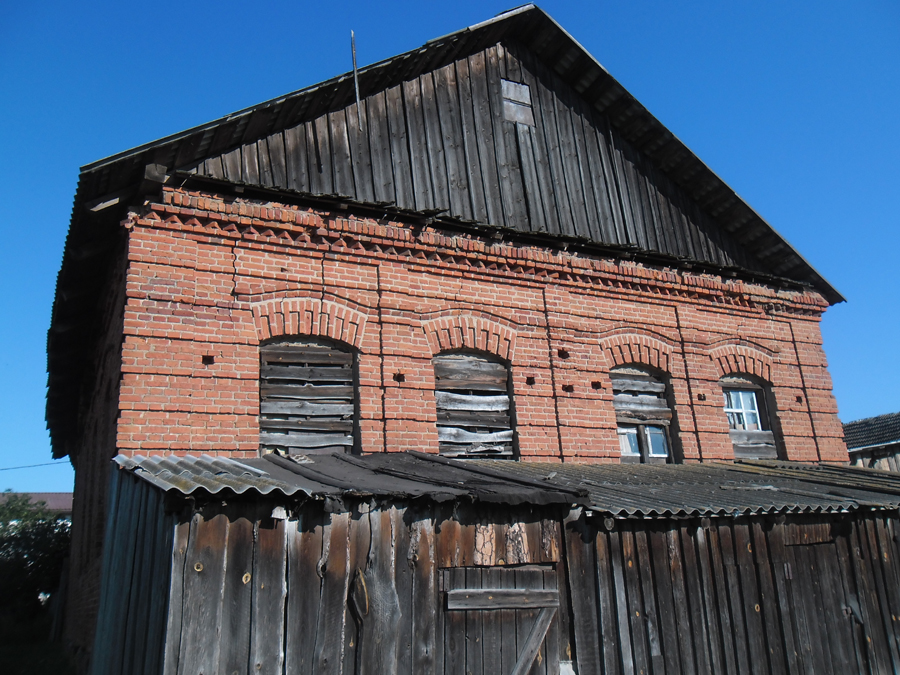
Vestige de la synagogue.
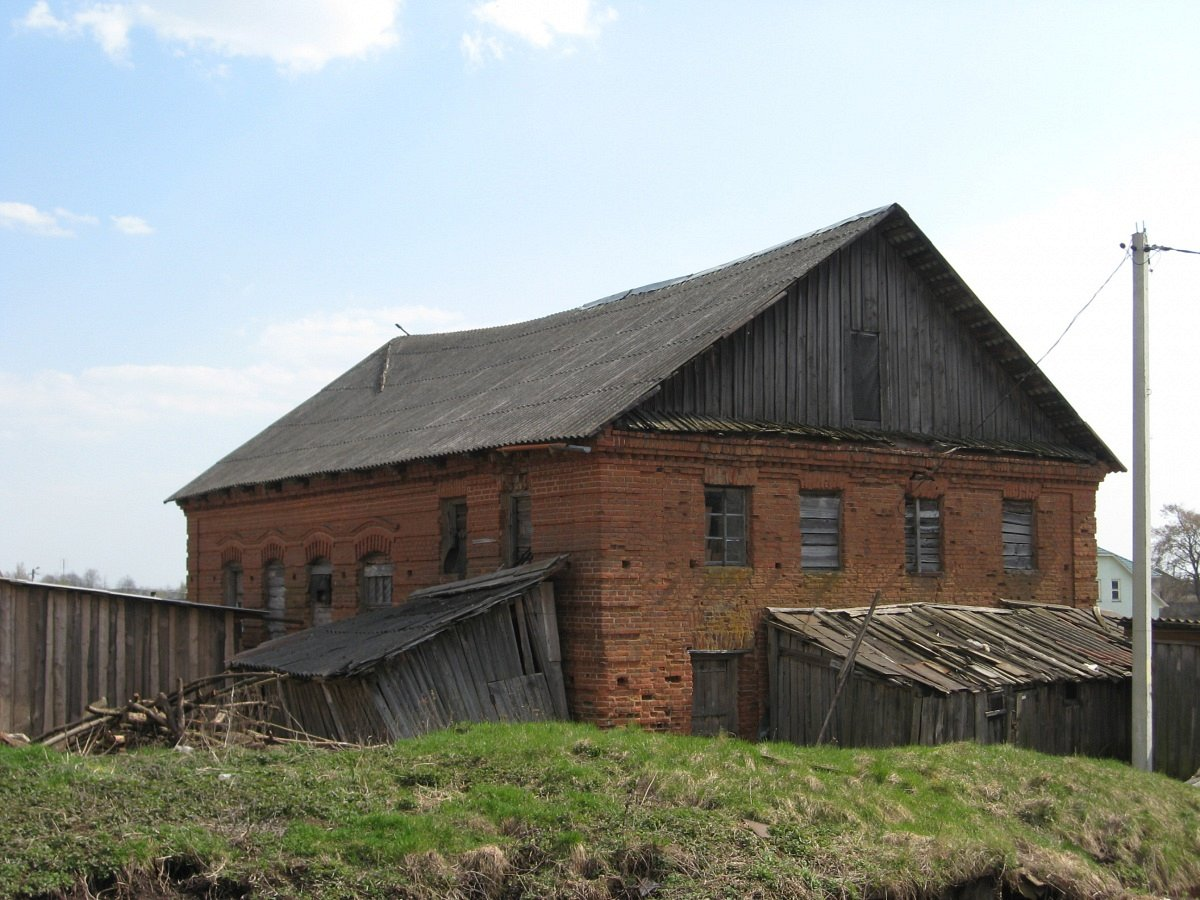
Synagogue.
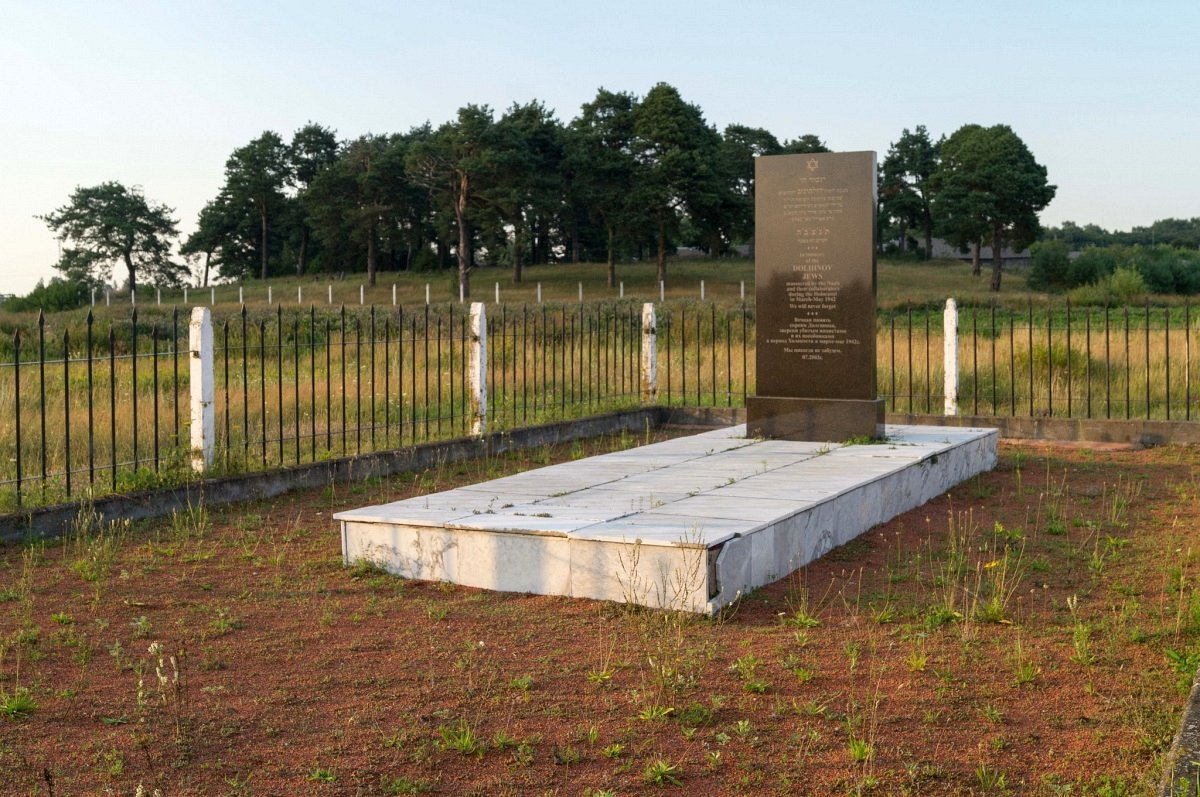
Monument aux victimes de la Shoah.